# İrem
İrem ist ein türkischer weiblicher Vorname arabischer Herkunft mit der Bedeutung „Der Garten im Himmel“.

## Namensträgerinnen
- İrem Derici (* 1987), türkische Popsängerin
- İrem Köseler (* 1996), türkische Handballspielerin

## Familienname
- Elçin Zehra İrem (* 2002), türkische Schauspielerin